# Rechtslinguistik
Die Rechtslinguistik ist eine neuere Teildisziplin an der Schnittstelle von Sprachwissenschaft und Rechtswissenschaft. Ziel der Rechtslinguistik ist die empirische Analyse und theoretische Beschreibung sprachlicher, medialer und kommunikativer Praktiken im Recht sowie ein Beitrag zur juristischen Methodenlehre.

## Rechtslinguistik als Disziplin
Die Beschäftigung mit Sprache und Medialität des Rechts reicht weit in die Frühgeschichte menschlicher Zivilisation zurück. Schon Platon beschäftigte vor rund 2000 Jahren in seinem Dialog Phaidros (274b-278e) die Frage, in welcher sprachlich-medialen Form man über gesellschaftliche Ordnungen (Normen des Zusammenlebens) diskutieren könne. Für ihn war die Schrift als Medium ungeeignet, Erkenntnisse über die Welt zu erlangen und über das „Gute“ zu sprechen; allein im mündlichen Dialog sei man fähig, mit Argumenten direkt auf Angriffe zu reagieren. Seit dem Mittelalter und besonders in der Zeit der Aufklärung finden sich zahlreiche Diskussionen über die Qualität der Amtssprachen („Geschäfts-“ und „Kanzleistil“) und die Allgemeinverständlichkeit von Gesetzen. Jacob Grimm entwickelte eine der ersten Grammatiken des Rechts, sammelte juristische Wörter, Formeln und Symbole und gab 1840–1878 für empirische Zwecke die sogenannten „Weisthümer“ – eine Sammlung historischer Rechtsquellen – heraus. Die daran anschließende Rechtslexikographie findet ihre moderne Fortsetzung im Deutschen Rechtswörterbuch der Heidelberger Akademie der Wissenschaften.

Als wissenschaftliche, akademisch organisierte Disziplin existiert die Rechtslinguistik erst etwa seit den 1970er Jahren. 
„Die moderne Rechtslinguistik beschäftigt sich als etablierte Teildisziplin von Sprach- und Rechtswissenschaft mit der sprachlich-kommunikativen Verfasstheit der gesellschaftlichen Institution Recht. Sie untersucht empirisch mit Hilfe qualitativer und quantitativer Methoden sprachliche wie multimediale Formen und ihren zeichenhaften Gebrauch von Akteuren im Kontext von Gesetzgebung, Gerichtswesen und Verwaltung, rechtswissenschaftlicher Forschung und Lehre wie Kommentarliteratur.“
In der wissenschaftlichen Praxis finden sich weltweit bisher nur wenige Lehrstühle für Rechtslinguistik. Der Großteil der Forschung erfolgt darum im Rahmen von interdisziplinären Arbeitsgruppen und Fachvereinigungen.
Eine Professionalisierung und unmittelbare Anwendung rechtslinguistischer Forschung findet sich in der Gesetzgebung, etwa im Bemühen um verständlichere Normtexte im Redaktionsstab Rechtssprache am Bundesjustizministerium.

## Abgrenzung: Rechtslinguistik und Forensische Linguistik
Im deutschsprachigen Raum wird begrifflich sowie disziplinär zwischen „Rechtslinguistik“ und „Forensischer Linguistik“ unterschieden. Die Rechtslinguistik als Teil der Fachsprachen- und Fachkommunikationsforschung beschäftigt sich mit der Sprache und Kommunikation als Konstituenten rechtlicher Arbeitsprozesse. Als „Forensische Linguistik“ werden dagegen verschiedene Verfahren und Fragestellungen der Angewandten Linguistik zusammengefasst, die Sprache und Kommunikation als Gegenstand des Rechts behandeln, insbesondere bei der strafrechtlichen (kriminalistischen) Erkennung von Textautoren oder Sprechern. Eine forensische Betrachtung von Sprachprodukten setzt – im Gegensatz zur Funktionsbeschreibung juristischer Fachterminologie – keine rechtlichen Kenntnisse voraus. Überschneidungen finden sich bei Reflexionen über die Rolle sprachforensischer Arbeitsprozesse in der Rechtspraxis (zum Beispiel die Frage, wie Sprachforensiker vor Gericht auftreten oder von Richtern wahrgenommen werden).
Im angelsächsischen Raum ist diese terminologische Trennung seltener anzutreffen. Unter dem Label „Forensic Linguistics“ werden in der Regel sowohl forensische als auch – allerdings weitaus seltener – rechtslinguistische Forschung zusammengefasst. Das Pendant zur deutschen „Rechtslinguistik“ bildet im Englischen das mittlerweile zunehmende Label „Legal Linguistics“ oder schlicht „Language and Law“.

## Themen und Fragestellungen
Etablierte Forschungsfelder der Rechtslinguistik (oder „Legal Linguistics“) sind bislang drei Phänomenbereiche: Fachsprache und ihr Verhältnis zur Gemein- bzw. Laiensprache, Juristische Semantik und Kommunikation vor Gericht.

### Juristische Fachsprache und Fach-Laien-Kommunikation
Ein Großteil rechtlinguistischer Forschung widmet sich der Beschreibung der sprachlichen (und auch anderer zeichenhafter) Besonderheiten der juristischen Fachsprache.  Der Fokus der Untersuchungen liegt dabei vor allem auf der Lexik (Wortbestand) und der Gesprächsforschung. Dabei wurde früh erkannt, dass die juristische Fachsprache im deutschsprachigen Raum nicht nur aus Fachterminologie (besonderen Fachwörtern) besteht, sondern auch zahlreiche Ausdrücke aus der Gemeinsprache übernommen und in einer besonderen, für Laien meist nicht erkennbaren Fachbedeutung verwendet (zum Beispiel „Diebstahl“ oder „Gewalt“). Dies ist meist auch der Hintergrund für eine anhaltende Kritik an der fehlenden „Allgemeinverständlichkeit“ juristischer Fachsprache in Teilen der Bevölkerung sowie auch unter nicht fachsprachlich ausgebildeten Linguisten. Aus historischen wie auch fachkommunikativen Gründen wird eine Allgemeinverständlichkeit der juristischen Sprache heute mehrheitlich als illusorisch, ein kontinuierliches Bemühen um eine bessere und adressatengerechte Gesetzes- und Verwaltungssprache aber als notwendig betrachtet.

### Juristische Semantik
Die juristische Semantik beschäftigt sich mit der Frage, wie in der Arbeit mit juristischen Texten normative Konzepte und Bedeutungen entstehen oder aktiv konstruiert werden (zum Beispiel die Frage, wie ein Gesetzestext zu verstehen ist). Vor allem die Heidelberger Gruppe der Rechtslinguistik hat zahlreiche Veröffentlichungen hervorgebracht, die zeigen, dass die „Auslegung“ von juristischen Texten ein komplexer Prozess der Textverknüpfung ist, für die ein besonderes Fachwissen notwendig ist. Sprache ist dabei nicht lediglich ein „Werkzeug“, kein „Förderband, welches die in der Sprache enthaltene normative Bedeutungssubstanz zum Anwender schafft“. Vielmehr ist es der Jurist oder Richter, der die Bedeutung nach allen Regeln der Kunst (das heißt der juristischen Methodik) einem Gesetzestext zuschreibt und gegen Widersprüche (das heißt andere Lesarten) argumentativ und plausibel absichern muss.

### Kommunikation vor Gericht
Die Kommunikation vor Gericht ist Gegenstand zahlreicher gesprächsanalytischer Studien. Im Fokus der Forschung stehen dabei Verständigungs- und Missverstehensprozesse zwischen juristischen Fachleuten (Richtern, Anwälten und so weiter) und juristischen Laien im Gerichtssaal. Hierzu zählen sprachlich-kommunikative Strategien der Selbstinszenierung aller Prozessbeteiligten (Richter, Anwälte, Beklagter, Zeugen und so weiter), der Einfluss unterschiedlicher sozialer Herkunft (Bildungshintergrund, Alter, Geschlecht und so weiter) auf das kommunikative Verhalten, verschiedene Frage- und Verhörtechniken, die interaktive Konstruktion von „Fakten“ bei der Verhandlung eines Sachverhalts („story construction“) sowie kommunikative Routinen in Schlichtungsverfahren.

### Neuere Entwicklungen und Desiderata
In den letzten Jahrzehnten hat sich die rechtslinguistische Forschung neuen Fragen zugewandt. Hierzu zählen insbesondere:
- die Folgen der Digitalisierung und Mediatisierung für die rechtliche Kommunikation und Textarbeit;[12][13]
- Möglichkeiten und Grenzen computergestützter Textanalyse (zum Beispiel durch Anbindung an die Korpuslinguistik für die Anwendung in der Rechtspraxis);[14]
- die empirische Untersuchung und theoretische Beschreibung der Textarbeit in Gesetzgebungsverfahren sowie der Genese rechtlicher Normen quer zu verschiedenen Domänen (Justiz, Medien, Verwaltung und so weiter);[15]
- die Folgen transnationaler und mehrsprachiger Rechtsräume für die juristische Fachkommunikation (Mehrsprachigkeit im Recht).[16]

## Forschungsgruppen und Fachvereinigungen
Die rechtslinguistische Forschung ist vor allem in Form von interdisziplinären Arbeitsgruppen und Fachvereinigungen organisiert. Zu den wichtigsten Gruppen zählen:
- Die Heidelberger Gruppe der Rechtslinguistik (oft nur kurz: „Heidelberger Gruppe“)[17] zählt weltweit zu den ältesten bis heute existierenden rechtslinguistischen Forschungsgruppen. Sie wurde 1973 von den Sprach- und Rechtswissenschaftlern Rainer Wimmer (Trier), Friedrich Müller (Heidelberg), Dietrich Busse (Düsseldorf) und Ralph Christensen (Mannheim) gegründet und tagt in unterschiedlicher Zusammensetzung seit dieser Zeit, aber ohne eine formelle Institutionalisierung, vier Mal im Jahr. Seit ihrer Gründung hat die Heidelberger Gruppe die rechtslinguistische Forschung im deutschsprachigen Raum wesentlich geprägt und wichtige Grundlagenwerke zur Sprache-und-Rechtforschung hervorgebracht. Koordiniert wird die Gruppe seit 2014 durch den Rechtslinguisten Friedemann Vogel (Siegen).
- Die Österreichische Gesellschaft für Rechtslinguistik (oft kurz ÖGRL) wurde 2017 durch Daniel Green (Wien/Edinburgh) und Luke Green (Wien) in Wien gegründet. Zentrale Betätigungsfelder sind die Auseinandersetzung mit der Gesetzesauslegung, der Rolle des linguistischen Beweises im gerichtlichen Verfahren, der Rolle der Sprechererkennung und -identifikation, sowie die Verfassung von Kommentaren zu zeitgenössischen rechtsdogmatischen Entwicklungen.[18] Ein weiteres Feld der ÖGRL ist die Partizipationsforschung, welche untersucht wie sich das allgemeine Verständnis von Rechtstexten von den Interpretationen der Gerichte unterscheidet.[19] Im Bereich des Strafrechts tritt die ÖGRL „seit ihrer Gründung für ein faires, transparentes und nachvollziehbares Strafverfahren unter Berücksichtigung internationaler rechtslinguistischer Erkenntnisse ein.“[20]
- Die Germanic Society for Forensic Linguistics (oft nur kurz GSFL) ist ein in Langballig bei Flensburg ansässiger Verein, der den Gebrauch forensisch linguistischer Forschung unterstützt, um die Ideale der gesellschaftlichen Gerechtigkeit und Gleichheit, sowie professionelle Integrität, Wohltätigkeit und Verantwortung voranzubringen. Die GSFL organisiert seit dem Jahr 2015 jährlich den GSFL Roundtable und den Emerging Scholars’ Day.[21]
- Der Arbeitskreis „Sprache und Recht“ an der Universität Regensburg[22] wurde 2004 von dem Rechtswissenschaftler Christian Lohse gegründet. Die interdisziplinäre Gruppe führt regelmäßig wissenschaftliche Tagungen durch und vergibt seit 2008 jährlich einen Förderpreis „Sprache und Recht“.
- Der Verein zur Förderung der Europäischen Rechtslinguistik an der Universität Köln[23] unterstützt die „Arbeiten zur Europäischen Rechtslinguistik und die enge Verzahnung von Forschung, Lehre und Berufspraxis in diesem Bereich“.[24]
- Im Forschungsnetzwerk „Sprache und Wissen“ an der Universität Heidelberg,[25] SUW, und dort besonders in der Sektion „Sprache des Rechts“ entstehen Untersuchungen zur juristischen Fachkommunikation.
- Die International Language and Law Association, ILLA,[26] ist eine internationale und interdisziplinäre Forschungsvereinigung zur Untersuchung der Sprache und Medialität des Rechts. Sie wurde 2017 in Freiburg neu gegründet und führt die weltweite rechtslinguistische Forschung unter einem Dach zusammen.
- Das Legal Linguistics Network („RELINE“)[27] ist ein in Dänemark ansässiges rechtslinguistisches Forschungsnetzwerk. Es wurde 2011 initiiert von der Rechtslinguistin Anne Lise Kjær in Kopenhagen.
- Die International Association of Forensic Linguists, IAFL,[28] ist eine internationale und interdisziplinäre Forschungsvereinigung für forensische Linguistik, die sich am Rande auch mit der Sprache des Rechts beschäftigt.

## Publikationsmedien
Die Forschungsergebnisse der Rechtslinguistik werden in verschiedenen Publikationsorganen veröffentlicht. Zu den wichtigsten Zeitschriften und Monographiereihen zählen:
- International Journal of Language and Law (JLL),[29] herausgegeben von Friedemann Vogel und Hanjo Hamann
- Zeitschrift für Europäische Rechtslinguistik (ZERL),[30] herausgegeben von Isolde Burr-Haase und anderen
- LeGes – Gesetzgebung & Evaluation,[31] Mitteilungsblatt der Schweizerischen Gesellschaft für Gesetzgebung (SGG) und der Schweizerischen Evaluationsgesellschaft (SEVAL)
- Sprache und Medialität des Rechts (SMR),[32] Monographiereihe im Verlag Duncker & Humblot, herausgegeben von Ralph Christensen und Friedemann Vogel